# Thaddæus
Thaddæus var ifølge Matt 10,3
 og Mark 3,18 en af Jesu tolv apostle.
Lukasevangeliet nævner i Luk 6,16 en mand blandt apostlene ved navn Judas, Jakobs søn, men derimod ikke Thaddæus.
Der kan derfor være tale om samme person med to forskellige navne.
| - Thaddæus i kunsten - Med hellebard, Thorvaldsens Museum - Glasmosaik - Med stridskølle - Læsende - Mosaik |